# FA Cup 1998-99
La FA Cup 1998-99 (conocida como The FA Cup sponsored by AXA, por razones de patrocinio) fue la 118ª edición del más antiguo torneo de fútbol reconocido en el mundo.
El Manchester United se impuso en la final por 2-0 al Newcaslte United, con goles de Teddy Sheringham y Paul Scholes. Fue el segundo título del Triplete del United esa temporada, luego de ganar la Premier League y la Liga de Campeones de la UEFA 1998-99 la semana siguiente.

## Calendario
| Ronda                        | Fecha                    | Clubes entrantes | Clubes    |
| ---------------------------- | ------------------------ | ---------------- | --------- |
| Ronda preliminar             | 5 de septiembre de 1998  | 172              | 558 → 472 |
| Primera ronda clasificatoria | 19 de septiembre de 1998 | 206              | 472 → 326 |
| Segunda ronda clasificatoria | 3 de octubre de 1998     | 66               | 326 → 220 |
| Tercera ronda clasificatoria | 17 de octubre de 1998    | 22               | 220 → 156 |
| Cuarta ronda clasificatoria  | 31 de octubre de 1998    | Ninguno          | 156 → 124 |
| Primera ronda                | 14 de noviembre de 1998  | 48               | 124 → 84  |
| Primera ronda                | 5 de diciembre de 1998   | Ninguno          | 84 → 64   |
| Primera ronda                | 2 de enero de 1999       | 44               | 64 → 32   |
| Primera ronda                | 23 de enero de 1999      | Ninguno          | 32 → 16   |
| Octavos de final             | 13 de febrero de 1999    | Ninguno          | 16 → 8    |
| Cuartos de final             | 6 de marzo de 1999       | Ninguno          | 8 → 4     |
| Semifinales                  | 11 de abril de 1999      | Ninguno          | 4 → 2     |
| Final                        | 22 de mayo de 1999       | Ninguno          | 2 → 1     |

## Primera ronda
| No                                        | Local                  | Resultado | Visita                 | Fecha                   |
| ----------------------------------------- | ---------------------- | --------- | ---------------------- | ----------------------- |
| 1                                         | Enfield                | 2–2       | York City              | 14 de noviembre de 1998 |
| Replay                                    | York City              | 2–1       | Enfield                | 24 de noviembre de 1998 |
| 2                                         | Darlington             | 3–2       | Burnley                | 17 de noviembre de 1998 |
| 3                                         | Bedlington Terriers    | 4–1       | Colchester United      | 14 de noviembre de 1998 |
| 4                                         | Preston North End      | 3–0       | Ford United            | 14 de noviembre de 1998 |
| 5                                         | Yeovil Town            | 2–2       | West Auckland Town     | 14 de noviembre de 1998 |
| Replay                                    | West Auckland Town     | 1–1       | Yeovil Town            | 24 de noviembre de 1998 |
| Yeovil Town ganó 5-3 en los penales       |                        |           |                        |                         |
| 6                                         | Reading                | 0–1       | Stoke City             | 14 de noviembre de 1998 |
| 7                                         | Walsall                | 1–0       | Gresley Rovers         | 14 de noviembre de 1998 |
| 8                                         | Woking                 | 0–1       | Scunthorpe United      | 14 de noviembre de 1998 |
| 9                                         | Boreham Wood           | 2–3       | Luton Town             | 15 de noviembre de 1998 |
| 10                                        | Macclesfield Town      | 2–2       | Slough Town            | 14 de noviembre de 1998 |
| Replay                                    | Slough Town            | 1–1       | Macclesfield Town      | 24 de noviembre de 1998 |
| Macclesfield Town ganó 9-8 en los penales |                        |           |                        |                         |
| 11                                        | Scarborough            | 1–1       | Rochdale               | 14 de noviembre de 1998 |
| Replay                                    | Rochdale               | 2–0       | Scarborough            | 24 de noviembre de 1998 |
| 12                                        | Wrexham                | 1–0       | Peterborough United    | 14 de noviembre de 1998 |
| 13                                        | Hednesford Town        | 3–1       | Barnet                 | 14 de noviembre de 1998 |
| 14                                        | Wycombe Wanderers      | 1–0       | Chesterfield           | 14 de noviembre de 1998 |
| 15                                        | Manchester City        | 3–0       | Halifax Town           | 13 de noviembre de 1998 |
| 16                                        | Fulham                 | 1–1       | Leigh RMI              | 15 de noviembre de 1998 |
| Replay                                    | Leigh RMI              | 0–2       | Fulham                 | 24 de noviembre de 1998 |
| 17                                        | Brentford              | 5–0       | Camberley Town         | 14 de noviembre de 1998 |
| 18                                        | Bristol Rovers         | 3–0       | Welling United         | 14 de noviembre de 1998 |
| 19                                        | Northampton Town       | 2–1       | Lancaster City         | 14 de noviembre de 1998 |
| 20                                        | Plymouth Argyle        | 0–0       | Kidderminster Harriers | 14 de noviembre de 1998 |
| Replay                                    | Kidderminster Harriers | 0–0       | Plymouth Argyle        | 1 de diciembre de 1998  |
| Plymouth Argyle ganó 5-4 en los penales   |                        |           |                        |                         |
| 21                                        | Oldham Athletic        | 2–0       | Gillingham             | 14 de noviembre de 1998 |
| 22                                        | Worcester City         | 0–1       | Torquay United         | 14 de noviembre de 1998 |
| 23                                        | Southend United        | 0–1       | Doncaster Rovers       | 14 de noviembre de 1998 |
| 24                                        | Mansfield Town         | 2–1       | Hayes                  | 14 de noviembre de 1998 |
| 25                                        | Cardiff City           | 6–0       | Chester City           | 14 de noviembre de 1998 |
| 26                                        | Cheltenham Town        | 0–1       | Lincoln City           | 14 de noviembre de 1998 |
| 27                                        | Kingstonian            | 1–0       | Burton Albion          | 14 de noviembre de 1998 |
| 28                                        | Dulwich Hamlet         | 0–1       | Southport              | 14 de noviembre de 1998 |
| 29                                        | Runcorn                | 1–1       | Stevenage Borough      | 14 de noviembre de 1998 |
| Replay                                    | Stevenage Borough      | 2–0       | Runcorn                | 23 de noviembre de 1998 |
| 30                                        | Wigan Athletic         | 4–3       | Blackpool              | 14 de noviembre de 1998 |
| 31                                        | Tamworth               | 2–2       | Exeter City            | 14 de noviembre de 1998 |
| Replay                                    | Exeter City            | 4–1       | Tamworth               | 24 de noviembre de 1998 |
| 32                                        | Leyton Orient          | 4–2       | Brighton & Hove Albion | 14 de noviembre de 1998 |
| 33                                        | Hendon                 | 0–0       | Notts County           | 15 de noviembre de 1998 |
| Replay                                    | Notts County           | 3–0       | Hendon                 | 1 de diciembre de 1998  |
| 34                                        | Basingstoke Town       | 1–2       | Bournemouth            | 14 de noviembre de 1998 |
| 35                                        | Telford United         | 0–2       | Cambridge United       | 14 de noviembre de 1998 |
| 36                                        | Swansea City           | 3–0       | Millwall               | 13 de noviembre de 1998 |
| 37                                        | Emley                  | 1–1       | Rotherham United       | 15 de noviembre de 1998 |
| Replay                                    | Rotherham United       | 3–1       | Emley                  | 24 de noviembre de 1998 |
| 38                                        | Hartlepool United      | 2–1       | Carlisle United        | 14 de noviembre de 1998 |
| 39                                        | Rushden & Diamonds     | 1–0       | Shrewsbury Town        | 14 de noviembre de 1998 |
| 40                                        | Salisbury City         | 0–2       | Hull City              | 14 de noviembre de 1998 |

## Segunda ronda
| No                                      | Local              | Resultado | Visita              | Fecha                   |
| --------------------------------------- | ------------------ | --------- | ------------------- | ----------------------- |
| 1                                       | Darlington         | 1–1       | Manchester City     | 4 de diciembre de 1998  |
| Replay                                  | Manchester City    | 1–0       | Darlington          | 15 de diciembre de 1998 |
| 2                                       | Preston North End  | 2–0       | Walsall             | 5 de diciembre de 1998  |
| 3                                       | Rochdale           | 0–0       | Rotherham United    | 5 de diciembre de 1998  |
| Replay                                  | Rotherham United   | 4–0       | Rochdale            | 15 de diciembre de 1998 |
| 4                                       | Yeovil Town        | 2–0       | Northampton Town    | 5 de diciembre de 1998  |
| 5                                       | Notts County       | 1–1       | Wigan Athletic      | 5 de diciembre de 1998  |
| Replay                                  | Wigan Athletic     | 0–0       | Notts County        | 15 de diciembre de 1998 |
| Notts County ganó 4-2 en los penales    |                    |           |                     |                         |
| 6                                       | Macclesfield Town  | 4–1       | Cambridge United    | 5 de diciembre de 1998  |
| 7                                       | Lincoln City       | 4–1       | Stevenage Borough   | 5 de diciembre de 1998  |
| 8                                       | Luton Town         | 1–2       | Hull City           | 5 de diciembre de 1998  |
| 9                                       | Doncaster Rovers   | 0–0       | Rushden & Diamonds  | 5 de diciembre de 1998  |
| Replay                                  | Rushden & Diamonds | 4–2       | Doncaster Rovers    | 15 de diciembre de 1998 |
| 10                                      | Wrexham            | 2–1       | York City           | 5 de diciembre de 1998  |
| 11                                      | Wycombe Wanderers  | 1–1       | Plymouth Argyle     | 5 de diciembre de 1998  |
| Replay                                  | Plymouth Argyle    | 3–2       | Wycombe Wanderers   | 15 de diciembre de 1998 |
| 12                                      | Fulham             | 4–2       | Hartlepool United   | 5 de diciembre de 1998  |
| 13                                      | Oldham Athletic    | 1–1       | Brentford           | 5 de diciembre de 1998  |
| Replay                                  | Brentford          | 2–2       | Oldham Athletic     | 15 de diciembre de 1998 |
| Oldham Athletic ganó 4-2 en los penales |                    |           |                     |                         |
| 14                                      | Exeter City        | 2–2       | Bristol Rovers      | 5 de diciembre de 1998  |
| Replay                                  | Bristol Rovers     | 5–0       | Exeter City         | 15 de diciembre de 1998 |
| 15                                      | Scunthorpe United  | 2–0       | Bedlington Terriers | 5 de diciembre de 1998  |
| 16                                      | Mansfield Town     | 1–2       | Southport           | 5 de diciembre de 1998  |
| 17                                      | Cardiff City       | 3–1       | Hednesford Town     | 5 de diciembre de 1998  |
| 18                                      | Kingstonian        | 0–0       | Leyton Orient       | 6 de diciembre de 1998  |
| Replay                                  | Leyton Orient      | 2–1       | Kingstonian         | 15 de diciembre de 1998 |
| 19                                      | Torquay United     | 0–1       | Bournemouth         | 5 de diciembre de 1998  |
| 20                                      | Swansea City       | 1–0       | Stoke City          | 5 de diciembre de 1998  |

## Tercera ronda
| No     | Local               | Resultado | Visita                  | Fecha               |
| ------ | ------------------- | --------- | ----------------------- | ------------------- |
| 1      | Bournemouth         | 1–0       | West Bromwich Albion    | 2 de enero de 1999  |
| 2      | Bristol City        | 0–2       | Everton                 | 2 de enero de 1999  |
| 3      | Bury                | 0–3       | Stockport County        | 2 de enero de 1999  |
| 4      | Preston North End   | 2–4       | Arsenal                 | 4 de enero de 1999  |
| 5      | Southampton         | 1–1       | Fulham                  | 2 de enero de 1999  |
| Replay | Fulham              | 1–0       | Southampton             | 13 de enero de 1999 |
| 6      | Leicester City      | 4–2       | Birmingham City         | 2 de enero de 1999  |
| 7      | Nottingham Forest   | 0–1       | Portsmouth              | 2 de enero de 1999  |
| 8      | Blackburn Rovers    | 2–0       | Charlton Athletic       | 2 de enero de 1999  |
| 9      | Aston Villa         | 3–0       | Hull City               | 2 de enero de 1999  |
| 10     | Sheffield Wednesday | 4–1       | Norwich City            | 3 de enero de 1999  |
| 11     | Bolton Wanderers    | 1–2       | Wolverhampton Wanderers | 2 de enero de 1999  |
| 12     | Crewe Alexandra     | 1–3       | Oxford United           | 2 de enero de 1999  |
| 13     | Lincoln City        | 0–1       | Sunderland              | 2 de enero de 1999  |
| 14     | Swindon Town        | 0–0       | Barnsley                | 2 de enero de 1999  |
| Replay | Barnsley            | 3–1       | Swindon Town            | 19 de enero de 1999 |
| 15     | Wrexham             | 4–3       | Scunthorpe United       | 2 de enero de 1999  |
| 16     | Sheffield United    | 1–1       | Notts County            | 2 de enero de 1999  |
| Replay | Notts County        | 3–4       | Sheffield United        | 23 de enero de 1999 |
| 17     | Tranmere Rovers     | 0–1       | Ipswich Town            | 2 de enero de 1999  |
| 18     | Newcastle United    | 2–1       | Crystal Palace          | 2 de enero de 1999  |
| 19     | Tottenham Hotspur   | 5–2       | Watford                 | 2 de enero de 1999  |
| 20     | Queens Park Rangers | 0–1       | Huddersfield Town       | 2 de enero de 1999  |
| 21     | Coventry City       | 7–0       | Macclesfield Town       | 2 de enero de 1999  |
| 22     | West Ham United     | 1–1       | Swansea City            | 2 de enero de 1999  |
| Replay | Swansea City        | 1–0       | West Ham United         | 13 de enero de 1999 |
| 23     | Manchester United   | 3–1       | Middlesbrough           | 3 de enero de 1999  |
| 24     | Plymouth Argyle     | 0–3       | Derby County            | 2 de enero de 1999  |
| 25     | Bradford City       | 2–1       | Grimsby Town            | 2 de enero de 1999  |
| 26     | Oldham Athletic     | 0–2       | Chelsea                 | 2 de enero de 1999  |
| 27     | Wimbledon           | 1–0       | Manchester City         | 2 de enero de 1999  |
| 28     | Cardiff City        | 1–1       | Yeovil Town             | 2 de enero de 1999  |
| Replay | Yeovil Town         | 1–2       | Cardiff City            | 12 de enero de 1999 |
| 29     | Port Vale           | 0–3       | Liverpool               | 2 de enero de 1999  |
| 30     | Southport           | 0–2       | Leyton Orient           | 2 de enero de 1999  |
| 31     | Rotherham United    | 0–1       | Bristol Rovers          | 2 de enero de 1999  |
| 32     | Rushden & Diamonds  | 0–0       | Leeds United            | 2 de enero de 1999  |
| Replay | Leeds United        | 3–1       | Rushden & Diamonds      | 13 de enero de 1999 |

## Cuarta ronda
| No     | Local                   | Resultado | Visita            | Fecha                |
| ------ | ----------------------- | --------- | ----------------- | -------------------- |
| 1      | Leicester City          | 0–3       | Coventry City     | 23 de enero de 1999  |
| 2      | Blackburn Rovers        | 1–0       | Sunderland        | 23 de enero de 1999  |
| 3      | Aston Villa             | 0–2       | Fulham            | 23 de enero de 1999  |
| 4      | Sheffield Wednesday     | 2–0       | Stockport County  | 23 de enero de 1999  |
| 5      | Wolverhampton Wanderers | 1–2       | Arsenal           | 24 de enero de 1999  |
| 6      | Everton                 | 1–0       | Ipswich Town      | 23 de enero de 1999  |
| 7      | Wrexham                 | 1–1       | Huddersfield Town | 23 de enero de 1999  |
| Replay | Huddersfield Town       | 2–1       | Wrexham           | 3 de febrero de 1999 |
| 8      | Sheffield United        | 4–1       | Cardiff City      | 27 de enero de 1999  |
| 9      | Newcastle United        | 3–0       | Bradford City     | 23 de enero de 1999  |
| 10     | Barnsley                | 3–1       | Bournemouth       | 23 de enero de 1999  |
| 11     | Bristol Rovers          | 3–0       | Leyton Orient     | 23 de enero de 1999  |
| 12     | Portsmouth              | 1–5       | Leeds United      | 23 de enero de 1999  |
| 13     | Manchester United       | 2–1       | Liverpool         | 23 de enero de 1999  |
| 14     | Wimbledon               | 1–1       | Tottenham Hotspur | 23 de enero de 1999  |
| Replay | Tottenham Hotspur       | 3–0       | Wimbledon         | 2 de febrero de 1999 |
| 15     | Oxford United           | 1–1       | Chelsea           | 25 de enero de 1999  |
| Replay | Chelsea                 | 4–2       | Oxford United     | 3 de febrero de 1999 |
| 16     | Swansea City            | 0–1       | Derby County      | 23 de enero de 1999  |

## Octavos de final
El encuentro entre el Arsenal y el Sheffield United del 13 de febrero de 1999, que terminó 2-1 a favor del Arsenal, fue declarado nulo para favorecer el "fair play"
En ese encuentro, al minuto 76 el portero del Sheffield Alan Kelly lanzó el balón fuera del campo para que se atendiera a uno de sus compañeros lesionados. El debutante del Arsenal, Nwankwo Kanu, en vez de devolver el balón al equipo rival, interceptó el despeje y habilitó a Marc Overmars y este anotó el 2-1 de la victoria. El partido fue reanudado el 23 de febrero, fue la primera vez que esto pasa en 127 años de historia de la FA Cup.
| 13 de febrero de 1999 | Sheffield Wednesday | 0:1     | Chelsea         | Hillsborough, Sheffield         |                                 |
|                       |                     | Reporte | - 85' Di Matteo | Asistencia: 29.410 espectadores | Asistencia: 29.410 espectadores |

| 13 de febrero de 1999 | Everton                   | 2:1     | Coventry City    | Goodison Park, Liverpool        |                                 |
|                       | - Jeffers 20' - Oster 70' | Reporte | - 84' McAllister | Asistencia: 33.907 espectadores | Asistencia: 33.907 espectadores |

| 14 de febrero de 1999 | Newcastle United | 0:0     | Blackburn Rovers | St James' Park, Newcastle       |                                 |
|                       |                  | Reporte |                  | Asistencia: 36.295 espectadores | Asistencia: 36.295 espectadores |

| 13 de febrero de 1999 | Barnsley | 4:1     | Bristol Rovers |  |  |
|                       |          | Reporte |                |  |  |

| 14 de febrero de 1999 | Manchester United | 1:0     | Fulham | Old Trafford, Mánchester        |                                 |
|                       | - Cole 26'        | Reporte |        | Asistencia: 54.798 espectadores | Asistencia: 54.798 espectadores |

| 13 de febrero de 1999 | Huddersfield Town         | 2:2     | Derby County              | McAlpine Stadium, Huddersfield  |                                 |
|                       | - Beech 42' - Stewart 71' | Reporte | - 55' Burton - 59' Dorigo | Asistencia: 22.129 espectadores | Asistencia: 22.129 espectadores |

| 23 de febrero de 1999 | Arsenal                       | 2:1     | Sheffield United | Highbury Stadium, Londres       |                                 |
|                       | - Overmars 15' - Bergkamp 37' | Reporte | - 86' Morris     | Asistencia: 37.161 espectadores | Asistencia: 37.161 espectadores |

| 13 de febrero de 1999 | Leeds United | 1:1     | Tottenham Hotspur | Elland Road, Leeds              |                                 |
|                       | - Harte 73'  | Reporte | - 53' Sherwood    | Asistencia: 39.696 espectadores | Asistencia: 39.696 espectadores |

### Replays
| 24 de febrero de 1999 | Blackburn Rovers | 0:1     | Newcastle United | Ewood Park, Blackburn           |                                 |
|                       |                  | Reporte | - 37' Saha       | Asistencia: 27.483 espectadores | Asistencia: 27.483 espectadores |

| 24 de febrero de 1999 | Derby County                   | 3:1     | Huddersfield Town | Pride Park, Derby               |                                 |
|                       | - Dorigo 34' - Baiano 73'. 82' | Reporte | - 15' Beech       | Asistencia: 28.704 espectadores | Asistencia: 28.704 espectadores |

| 24 de febrero de 1999 | Tottenham Hotspur           | 2:0     | Leeds United | White Hart Lane, Londres        |                                 |
|                       | - Anderton 60' - Ginola 68' | Reporte |              | Asistencia: 32.307 espectadores | Asistencia: 32.307 espectadores |

## Cuartos de final
| 6 de marzo de 1999 | Arsenal    | 1:0     | Derby County | Highbury Stadium, Londres       |                                 |
|                    | - Kanu 89' | Reporte |              | Asistencia: 38.046 espectadores | Asistencia: 38.046 espectadores |

| 7 de marzo de 1999 | Newcastle United                                   | 4:1     | Everton        | St James' Park, Newcastle       |                                 |
|                    | - Ketsbaia 21', 73' - Georgiadis 61' - Shearer 81' | Reporte | - 57' Unsworth | Asistencia: 36.504 espectadores | Asistencia: 36.504 espectadores |

| 7 de marzo de 1999 | Manchester United | 0:0     | Chelsea | Old Trafford, Mánchester        |                                 |
|                    |                   | Reporte |         | Asistencia: 54.587 espectadores | Asistencia: 54.587 espectadores |

| 16 de marzo de 1999 | Barnsley | 0:1     | Tottenham Hotspur | Oakwell Stadium, Barnsley       |                                 |
|                     |          | Reporte | - 68' Ginola      | Asistencia: 18.793 espectadores | Asistencia: 18.793 espectadores |

### Replay
| 10 de marzo de 1999 | Chelsea | 0:2     | Manchester United | Stamford Bridge, Londres        |                                 |
|                     |         | Reporte | - 4', 59' Yorke   | Asistencia: 33.075 espectadores | Asistencia: 33.075 espectadores |

## Semifinales
Las semifinales se jugaron el 11 de abril de 1999. El encuentro entre el Arsenal y el Manchester United, por terminar 0-0, tuvo un replay. Esta edición de la FA Cup fue la última en mantener el replay en semifinales, desde la siguiente edición las semifinales son a partido único, con alargue y penales.
En una llave notable, la rivalidad de la temporada entre el Arsenal y Manchester United se hizo notar. En el primer encuentro un gol anulado a Roy Keane, con mucha polémica, dejó el marcador 0-0. En el replay, un tiro de larga distancia por parte de David Beckham abrió el marcador, luego el capitán de United Roy Keane fue expulsado, penal a último minuto para el Arsenal, que fue atajado por Peter Schmeichel, y finalmente en el alargue el recordado gol de Ryan Giggs, quien interceptó un pase de Patrick Viera y evadió cinco jugadores de los gunners y derrotar al portero David Seaman.
Por otra parte, el Newcastle derrotó al Tottenham en el Old Trafford, terminando el sueño del club de Londres en conseguir un doblete, año en que ya habían conseguido la Copa de la Liga.
| 11 de abril de 1999 | Manchester United | 0:0     | Arsenal | Villa Park, Birmingham          |                                 |
|                     |                   | Reporte |         | Asistencia: 39.217 espectadores | Asistencia: 39.217 espectadores |

| 11 de abril de 1999 | Newcastle United     | 2:0     | Tottenham Hotspur | Old Trafford, Mánchester        |                                 |
|                     | - Shearer 109', 118' | Reporte |                   | Asistencia: 53.609 espectadores | Asistencia: 53.609 espectadores |

### Replay
| 14 de abril de 1999 | Arsenal        | 1:2     | Manchester United          | Villa Park, Birmingham          |                                 |
|                     | - Bergkamp 69' | Reporte | - 17' Beckham - 109' Giggs | Asistencia: 30.223 espectadores | Asistencia: 30.223 espectadores |

## Final
| 1     | POR   | Peter Schmeichel    |     |
| 2     | DEF   | Gary Neville        |     |
| 4     | DEF   | David May           |     |
| 5     | DEF   | Ronny Johnsen       |     |
| 12    | DEF   | Phil Neville        |     |
| 7     | MED   | David Beckham       |     |
| 16    | MED   | Roy Keane           | 9'  |
| 18    | MED   | Paul Scholes        | 78' |
| 11    | MED   | Ryan Giggs          |     |
| 9     | DEL   | Andy Cole           | 60' |
| 20    | DEL   | Ole Gunnar Solskjær |     |
| D. T. | D. T. | Alex Ferguson       |     |

| 13    | POR   | Steve Harper    |     |
| 38    | DEF   | Andy Griffin    |     |
| 34    | DEF   | Nikos Dabizas   |     |
| 16    | DEF   | Laurent Charvet |     |
| 4     | DEF   | Didier Domi     |     |
| 7     | MED   | Rob Lee         |     |
| 12    | MED   | Dietmar Hamann  | 46' |
| 11    | MED   | Gary Speed      |     |
| 24    | MED   | Nolberto Solano | 68' |
| 14    | DEL   | Temuri Ketsbaia | 79' |
| 9     | DEL   | Alan Shearer    |     |
| D. T. | D. T. | Ruud Gullit     |     |

| 10 | DEL | Teddy Sheringham | 9'  |
| 19 | DEL | Dwight Yorke     | 60' |
| 6  | DEF | Jaap Stam        | 78' |

| 20 | DEL | Duncan Ferguson | 46' |
| 10 | MED | Silvio Marić    | 68' |
| 17 | MED | Stephen Glass   | 79' |

| 11' · 53' | Teddy Sheringham Paul Scholes | 1:0 2:0 |

| 5' | Dietmar Hamann |

| Principal  | Peter Jones  |
| Asistentes | Philip Sharp |
|            | Dave Babski  |
| Cuarto     | Mike Riley   |

|                   |    |    |
| Tiros             | 15 | 11 |
| Tiros a puerta    | 4  | 3  |
| Faltas            | 12 | 18 |
| Saques de esquina | 4  | 4  |
| Fueras de juego   | 2  | 2  |

| Alineación inicial |

| 1     | POR   | Peter Schmeichel    |     |
| 2     | DEF   | Gary Neville        |     |
| 4     | DEF   | David May           |     |
| 5     | DEF   | Ronny Johnsen       |     |
| 12    | DEF   | Phil Neville        |     |
| 7     | MED   | David Beckham       |     |
| 16    | MED   | Roy Keane           | 9'  |
| 18    | MED   | Paul Scholes        | 78' |
| 11    | MED   | Ryan Giggs          |     |
| 9     | DEL   | Andy Cole           | 60' |
| 20    | DEL   | Ole Gunnar Solskjær |     |
| D. T. | D. T. | Alex Ferguson       |     |

| 13    | POR   | Steve Harper    |     |
| 38    | DEF   | Andy Griffin    |     |
| 34    | DEF   | Nikos Dabizas   |     |
| 16    | DEF   | Laurent Charvet |     |
| 4     | DEF   | Didier Domi     |     |
| 7     | MED   | Rob Lee         |     |
| 12    | MED   | Dietmar Hamann  | 46' |
| 11    | MED   | Gary Speed      |     |
| 24    | MED   | Nolberto Solano | 68' |
| 14    | DEL   | Temuri Ketsbaia | 79' |
| 9     | DEL   | Alan Shearer    |     |
| D. T. | D. T. | Ruud Gullit     |     |

| 10 | DEL | Teddy Sheringham | 9'  |
| 19 | DEL | Dwight Yorke     | 60' |
| 6  | DEF | Jaap Stam        | 78' |

| 20 | DEL | Duncan Ferguson | 46' |
| 10 | MED | Silvio Marić    | 68' |
| 17 | MED | Stephen Glass   | 79' |

| 11' · 53' | Teddy Sheringham Paul Scholes | 1:0 2:0 |

| 5' | Dietmar Hamann |

| Principal  | Peter Jones  |
| Asistentes | Philip Sharp |
|            | Dave Babski  |
| Cuarto     | Mike Riley   |

|                   |    |    |
| Tiros             | 15 | 11 |
| Tiros a puerta    | 4  | 3  |
| Faltas            | 12 | 18 |
| Saques de esquina | 4  | 4  |
| Fueras de juego   | 2  | 2  |

| Alineación inicial |

| 1     | POR   | Peter Schmeichel    |     |
| 2     | DEF   | Gary Neville        |     |
| 4     | DEF   | David May           |     |
| 5     | DEF   | Ronny Johnsen       |     |
| 12    | DEF   | Phil Neville        |     |
| 7     | MED   | David Beckham       |     |
| 16    | MED   | Roy Keane           | 9'  |
| 18    | MED   | Paul Scholes        | 78' |
| 11    | MED   | Ryan Giggs          |     |
| 9     | DEL   | Andy Cole           | 60' |
| 20    | DEL   | Ole Gunnar Solskjær |     |
| D. T. | D. T. | Alex Ferguson       |     |

| 13    | POR   | Steve Harper    |     |
| 38    | DEF   | Andy Griffin    |     |
| 34    | DEF   | Nikos Dabizas   |     |
| 16    | DEF   | Laurent Charvet |     |
| 4     | DEF   | Didier Domi     |     |
| 7     | MED   | Rob Lee         |     |
| 12    | MED   | Dietmar Hamann  | 46' |
| 11    | MED   | Gary Speed      |     |
| 24    | MED   | Nolberto Solano | 68' |
| 14    | DEL   | Temuri Ketsbaia | 79' |
| 9     | DEL   | Alan Shearer    |     |
| D. T. | D. T. | Ruud Gullit     |     |

| 10 | DEL | Teddy Sheringham | 9'  |
| 19 | DEL | Dwight Yorke     | 60' |
| 6  | DEF | Jaap Stam        | 78' |

| 20 | DEL | Duncan Ferguson | 46' |
| 10 | MED | Silvio Marić    | 68' |
| 17 | MED | Stephen Glass   | 79' |

| 11' · 53' | Teddy Sheringham Paul Scholes | 1:0 2:0 |

| 5' | Dietmar Hamann |

| Principal  | Peter Jones  |
| Asistentes | Philip Sharp |
|            | Dave Babski  |
| Cuarto     | Mike Riley   |

|                   |    |    |
| Tiros             | 15 | 11 |
| Tiros a puerta    | 4  | 3  |
| Faltas            | 12 | 18 |
| Saques de esquina | 4  | 4  |
| Fueras de juego   | 2  | 2  |

| Alineación inicial |

| 1     | POR   | Peter Schmeichel    |     |
| 2     | DEF   | Gary Neville        |     |
| 4     | DEF   | David May           |     |
| 5     | DEF   | Ronny Johnsen       |     |
| 12    | DEF   | Phil Neville        |     |
| 7     | MED   | David Beckham       |     |
| 16    | MED   | Roy Keane           | 9'  |
| 18    | MED   | Paul Scholes        | 78' |
| 11    | MED   | Ryan Giggs          |     |
| 9     | DEL   | Andy Cole           | 60' |
| 20    | DEL   | Ole Gunnar Solskjær |     |
| D. T. | D. T. | Alex Ferguson       |     |

| 13    | POR   | Steve Harper    |     |
| 38    | DEF   | Andy Griffin    |     |
| 34    | DEF   | Nikos Dabizas   |     |
| 16    | DEF   | Laurent Charvet |     |
| 4     | DEF   | Didier Domi     |     |
| 7     | MED   | Rob Lee         |     |
| 12    | MED   | Dietmar Hamann  | 46' |
| 11    | MED   | Gary Speed      |     |
| 24    | MED   | Nolberto Solano | 68' |
| 14    | DEL   | Temuri Ketsbaia | 79' |
| 9     | DEL   | Alan Shearer    |     |
| D. T. | D. T. | Ruud Gullit     |     |

| 10 | DEL | Teddy Sheringham | 9'  |
| 19 | DEL | Dwight Yorke     | 60' |
| 6  | DEF | Jaap Stam        | 78' |

| 20 | DEL | Duncan Ferguson | 46' |
| 10 | MED | Silvio Marić    | 68' |
| 17 | MED | Stephen Glass   | 79' |

| 11' · 53' | Teddy Sheringham Paul Scholes | 1:0 2:0 |

| 5' | Dietmar Hamann |

| Principal  | Peter Jones  |
| Asistentes | Philip Sharp |
|            | Dave Babski  |
| Cuarto     | Mike Riley   |

|                   |    |    |
| Tiros             | 15 | 11 |
| Tiros a puerta    | 4  | 3  |
| Faltas            | 12 | 18 |
| Saques de esquina | 4  | 4  |
| Fueras de juego   | 2  | 2  |

| Alineación inicial |

|                       |
| Campeón               |
| Bandera de Inglaterra |
| Manchester United     |
| 10.º título           |